# Baran Hêvî

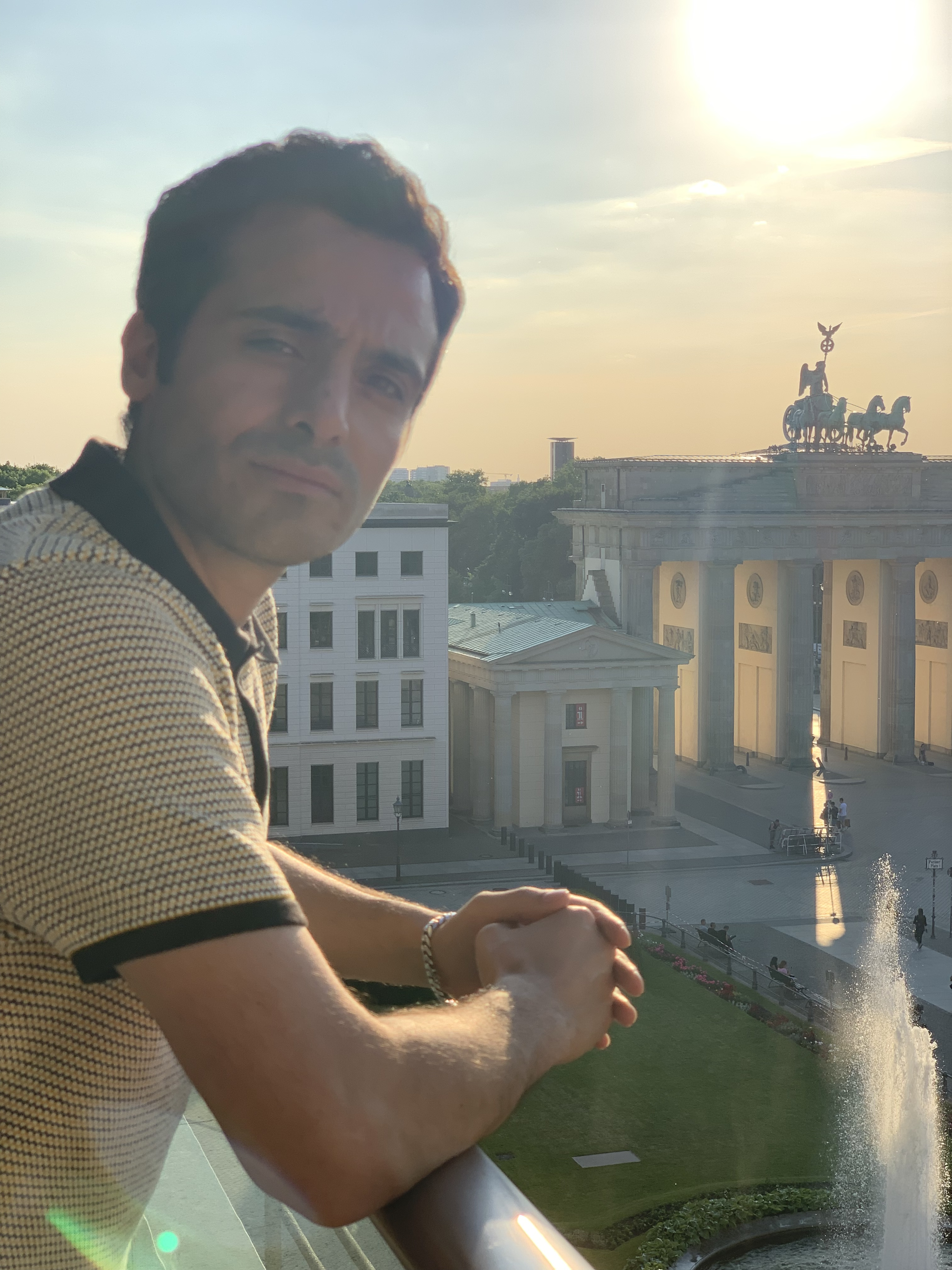
Baran Hêvî (2021)

Baran Hêvî (geboren als Barış Tangobay; * 1987 in Ingolstadt) ist ein deutscher Schauspieler.

## Leben
Baran Hêvî, dessen Eltern aus Tunceli und Kahramanmaraş in der Türkei stammen, ist kurdisch-alevitischer Abstammung. Hêvî absolvierte nach seinem Hauptschulabschluss im Jahre 2004 eine Ausbildung zum Einzelhandelskaufmann, die er 2008 beendete. Erste Bühnenerfahrungen sammelte er bei Theaterproduktionen in seiner Heimatstadt Ingolstadt am Kleinen Haus Ingolstadt und 2011 im Spinnwerk Leipzig, der jungen Spielstätte des Centraltheaters Leipzig.
Seine Schauspielausbildung absolvierte er von 2012 bis 2016 an der Hochschule für Musik und Darstellende Kunst in Frankfurt am Main. Während seines Studiums trat er am Schauspiel Frankfurt, im Gallus Theater und im Frankfurt LAB auf.
Von 2016 bis 2018 war Hêvî Ensemblemitglied am Nationaltheater Mannheim, wo er in der deutschsprachigen Erstaufführung des Theaterstücks Birdland des „englischen Vielschreibers“ Simon Stephens auftrat und den Oskar in einer Bühnenfassung von Rico, Oskar und die Tieferschatten spielte. In dieser Zeit war er auch in dem Theaterstück Und jetzt: die Welt! von Sibylle Berg, das vom Rowohlt Theater Verlag veröffentlicht wurde, zu sehen. Seit 2015 gastierte er als Schauspieler bundesweit regelmäßig in mehreren Lesungen der Berliner „Bühne für Menschenrechte“. Er engagiert sich seit 2019 ehrenamtlich als Co-Vorsitzender der „Bühne für Menschenrechte“.
Der Film Jiyan von Süheyla Schwenk, in dem Baran Hêvî die Rolle des Ramazan übernahm, wurde 2020 beim Filmfestival Max Ophüls Preis mit dem Preis der Ökumenischen Jury ausgezeichnet.
In der 20. Staffel der ZDF-Serie Die Rosenheim-Cops übernahm Hêvî von Folge 473 (Februar 2021) bis Folge 480 (März 2021) die Rolle des Vertretungs- und Aushilfskommissars Kilian Kaya aus Passau, der den Passauer Kommissar Anton Stadler (Dieter Fischer) als Ermittler ersetzte. Im April 2021 gab die Produktionsfirma Bavaria Fiction bekannt, dass Hêvî auch in der Staffel 21 als ermittelnder Kommissar Kaya zu sehen sein wird. Seit der 22. Staffel (2022) gehört Hêvî zur festen Stammbesetzung der Serie Die Rosenheim-Cops.
Er lebt seit Ende 2019 in Berlin. Anfangs arbeitete Hêvî zwischen seinen Schauspielengagements noch als Kassierer bei der Drogeriemarktkette dm; er hat diese Anstellung jedoch mittlerweile aufgegeben.

## Filmografie
- 2018: Frankfurt, Dezember 17 (Fernsehfilm)
- 2019: Jiyan (Spielfilm)
- 2019: Alarm für Cobra 11 – Die Autobahnpolizei (Fernsehserie, eine Folge)
- seit 2021: Die Rosenheim-Cops (Fernsehserie, Serienhauptrolle)